# 蕃地 (嘉義郡)

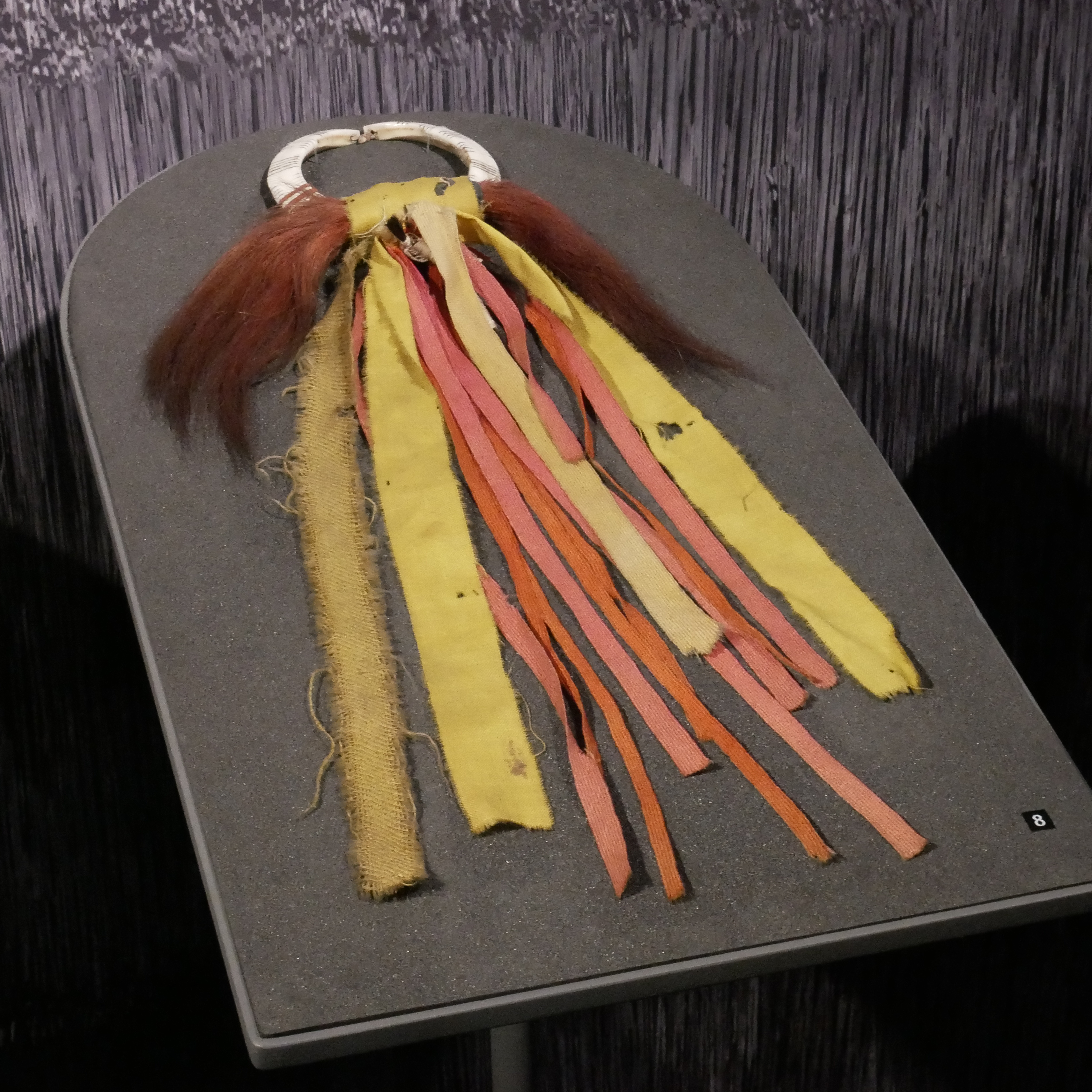
達邦社（タッバン社）男子山豬牙臂環

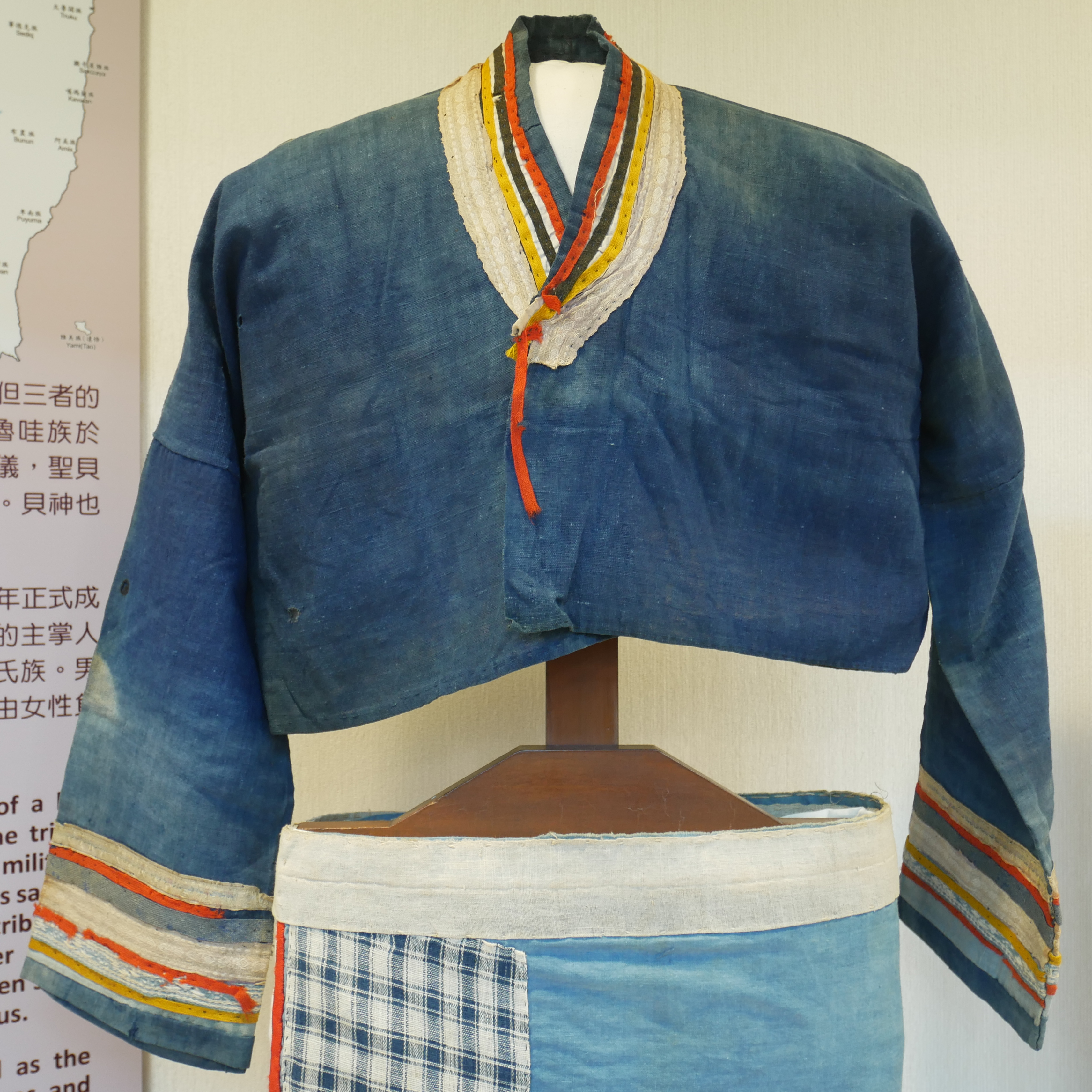
達邦社（タッバン社）上衣

臺南州嘉義郡蕃地於大正九年（1920年）成立，轄區包括今嘉義縣阿里山鄉。

## 行政區劃
轄域位於今阿里山鄉，包含以下諸社：イムツ社（伊姆諸／豐山）、ララチ社（來吉）、阿里山、ララウヤ社（流朥／拉拉吾雅／樂野）、メヨイナ社（無荖煙／石壁部落）、チョクチョクス社（竹腳）、チブウ社（石埔有）、ササゴ社（殺送）、タブトアン社（角端）、タッバン社（踏枋／達邦）、トフヤ社（知母朥／特富野）、ツァツァヤ社（瀨頭／龍美，1933—1934年間併入砂米箕）、サビキ社（砂米箕／山美）、フイトア社（鰲頭，1933—1934年間併入砂米箕）、チョチョス社（樟腳）、ヨフゲ社（落鳳／約富霓）、ニヤウチナ社（頂笨子／里佳）、タクブヤン社（勃子／茶山，1933—1934年間併入砂米箕）

## 設施

### 神社
- 今阿里山鄉：
  - ララチ祠（1933年12月17日鎮座）[1]:311
  - ララウヤ祠（1933年12月12日鎮座）[1]:309
  - 阿里山神社（1919年4月25日）[1]:163
  - タッバン祠（1933年12月17日鎮座）[1]:310
  - トフヤ祠（1933年12月17日鎮座）[1]:310
  - サビキ祠（1933年12月17日鎮座）[1]:309
  - ニヤウチナ祠（1933年12月17日鎮座）[1]:311